# Ondřej Kričfaluši
Ondřej Kričfaluši (* 9. března 2004) je český profesionální fotbalista, který hraje na pozici středního obránce či defensivního záložníka za český klub FK Teplice a za český národní tým do 21 let.

## Klubová kariéra

### Slavia Praha
Kričfaluši začínal s fotbalem v SK Kraslice na Karlovarsku. Poté prošel mládežnickými kategoriemi v Baníku Sokolov. Od roku 2018 působil v pražské Slavii. V sezóně 2022/23 působil Kričfaluši v druholigovém B-týmu. V prvním týmu si odbyl svůj debut 21. srpna 2022 při výhře 7:0 nad Pardubicemi. 13. října se poprvé objevil také v utkání evropských pohárů, nastoupil do závěru zápasu základní skupiny Konferenční ligy proti Kluži. Celkem v sezóně nastoupil do závěru osmi soutěžních utkání.
V létě 2023 odešel Kričfaluši na půlroční hostování do druholigové Vlašimi. V druhé lize pravidelně nastupoval v základní sestavě, nastoupil do 15 soutěžních zápasů a pomohl Vlašimi k osmé příčce po podzimní části sezóny.

### Teplice
Ve lednu 2024 přestoupil do Teplic. Na severu Čech se rychle dokázal prosadit do základní sestavy, 11. února si odbyl svůj debut při výhře 2:1 nad Zlínem. Během jarní části sezóny odehrál Kričfaluši 15 soutěžních utkání a pomohl Teplicím ke konečné osmé příčce v české nejvyšší soutěži. Za své výkony byl odměněn premiérovou pozvánkou do české reprezentace do 21 let.
V podzimní části sezony 2024/25 se Kričfaluši stal klíčovým hráčem Teplic a postupně začal pod trenérem Zdenkem Frťalou nastupovat také na pozici defensivního záložníka. 30. listopadu vedl Kričfaluši Teplice poprvé jako kapitán, a to v utkání proti Sigmě Olomouc. 5. prosince byl Kričfaluši poprvé ve své kariéře vyloučen, a to při remíze 1:1 s Viktorií Plzeň.

## Reprezentační kariéra
Kričfaluši od roku 2022 pravidelně nastupuje v českých mládežnických reprezentacích.